# ريك غوميز
ريك غوميز (بالإنجليزية: Rick Gomez)‏ مواليد 1 يونيو 1972 في بايون، نيوجيرسي، الولايات المتحدة، هو ممثل أمريكي بدأ مسيرته الفنية سنة 1990.

## الأعمال
- وهام
- راي
- مدينة الخطيئة
- المتحولون
- عصبة الأخوة
- الضاحكون
- كوردج الجبان
- البقر والدجاج
- كابلام!
- منزل لاود
- صديقي المفضل هو قرد
- سبونج بوب سكوير بانتس
- القنادس الغاضبة
- تايني تون
- هاواي فايف أو
- كرايسيس كور: فاينال فانتازي 7
- فاينل فانتازي 10-2
- الأنيماتريكس
- فاينال فانتازي 7: ظهور الأطفال

## روابط خارجية
- ريك غوميز على موقع IMDb (الإنجليزية)
- ريك غوميز على موقع ألو سيني (الفرنسية)
- ريك غوميز على موقع أول موفي (الإنجليزية)
- ريك غوميز على موقع قاعدة بيانات الأفلام السويدية (السويدية)
- ريك غوميز على موقع قاعدة بيانات الفيلم (الإنجليزية)
- ريك غوميز على موقع كينوبويسك (الروسية)